# Shigeyuki Matsuda
Pour les articles homonymes, voir Matsuda.
Shigeyuki Matsuda est un joueur de shogi japonais né le 28 juin 1921 à Tottori dans la préfecture de Tokushima et mort le 2 août 1988.
Il remporta le titre d'Oza en 1957 et fut deux fois battu en finale du Kudansen (en 1954 et 1960).

## Biographie et carrière
Shigeyuki Matsuda est né en juin 1921 à Tottori.
Devenu joueur professionnel en 1940 avant la Seconde Guerre mondiale, il remporta une fois le titre d'Oza en 1957.
Il fut finaliste :
- du cinquième Kudansen en 1954 (battu en finale par Masao Tsukada) ;
- du tournoi Osho en 1954 (battu en finale par Yasuharu Oyama) ;
- du premier tournoi Saikyo Shaketeisen (ja) en 1954 (tournoi des septième, huitième et neuvième dan, ancêtre du tournoi Kio qui lui a succédé en 1975) ;
- du onzième tournoi Kudansen de 1960, battu par Yasuharu Oyama.

Il participa à la ligue A de sélection du challenger le titre de Meijin pendant 10 années de 1951 à 1967. Il fut classé troisième de la ligue A à l'issue du tournoi de classement des saisons 1952-1953 et 1955-1956.
En 1975, il gagna le championnat télévisé de shogi rapide (Hayazashi Shogi Senshuken) en battant Tatsuya Futakami en finale.
Classé 9e dan à partir de 1981 il prit sa retraite en 1985.
Il est mort en 1988.